# Escadron d'instruction en vol 1/13 Artois
Pour les articles homonymes, voir Artois (homonymie).

L'escadron d'instruction en vol 1/13 Artois est une unité de formation de l'armée de l'air française faisant partie de l'École de pilotage de l'Armée de l'air de Cognac. Elle est équipée de Grob G 120A et de Pilatus PC-21.

## Historique
La 13e Escadre de chasse a été créée en 1956 sur la base aérienne 139 Lahr. Elle déménage en 1957 pour la base aérienne 132 Colmar-Meyenheim. Héritier des traditions du Groupe Artois, officiellement constitué le 27 janvier 1943 en Afrique-Équatoriale française, l'EC 1/13 Artois est initialement doté de F-86K Sabre, puis s'équipe de Mirage IIIC entre mars et avril 1962. Enfin l'escadron passe sur Mirage IIIE entre février et mars 1965. 
En 1986, lorsque l'EC 2/2 Côte-d'Or reçoit ses Mirage 2000B, c'est l'EC 1/13 Artois qui reprend sa mission de transformation opérationnelle sur la première génération de Delta Dassault. Il reçoit alors l'essentiel des biplaces Mirage IIIB survivants et deux escadrilles supplémentaires, la SPA 160 et la SPA 155. L'Artois est le seul escadron de la 13e Escadre de Chasse à ne pas mettre en œuvre de Mirage 5F.
En 1992, les Mirage III sont remplacés par des Mirage F1CT. Un an plus tard, l'unité est dissoute et ses avions transférés à l'Escadron de chasse 1/13 Normandie Niemen.
Les traditions de l'Artois ont été reprises depuis le 15 mai 2012 par l'EIV 1/13 Artois de l'École de pilotage de l'Armée de l'air de Cognac.

## Appellations successives
- Groupe mixte III/2 Artois : du 1er avril 1952 au 1er octobre 1953
- Groupe de chasse I/21 Artois : du 1er octobre 1953 au 1er janvier 1956
- Escadron de chasse tout temps 1/13 Artois (rattaché à la 13e Escadre de chasse tout temps) : du 1er avril 1956 au 1er mars 1972
- Escadron de chasse 1/13 Artois (rattaché à la 13e Escadre de chasse) : du 1er mars 1972 au 1er août 1993
- Escadron d'instruction en vol 1/13 Artois : depuis le 15 mai 2012

## Escadrilles
- SPA 83 Chimère
- SPA 100 Hirondelle
- SPA 155 Petit Poucet (dissoute le 16 Septembre 2020 ) lors du passage de l'EIV sur PC-21
- SPA 160 (27 Juin 1986 au 1er Juillet 1989)

## Bases
- Indochine : du 1er avril 1952 au 1er janvier 1956
- Base aérienne 139 Lahr : du 1er avril 1956 au 1er avril 1957
- Base aérienne 132 Colmar-Meyenheim : du 1er avril 1957 au 1er août 1993
- Base aérienne 709 Cognac-Châteaubernard : depuis le 15 mai 2012

## Appareils
- Grumman F8F Bearcat (1952-1956)
- North American F-86K Sabre (1956-1963)
- Mirage III C (1963-1965)
- Mirage III E (1965-1992)
- Mirage III B (1986-1992)
- Mirage F1 CT (1992-1993)
- TB30 Epsilon (2012-2018)
- Grob G-120A-F (2012-2019)
- Pilatus PC-21 (depuis 2019)

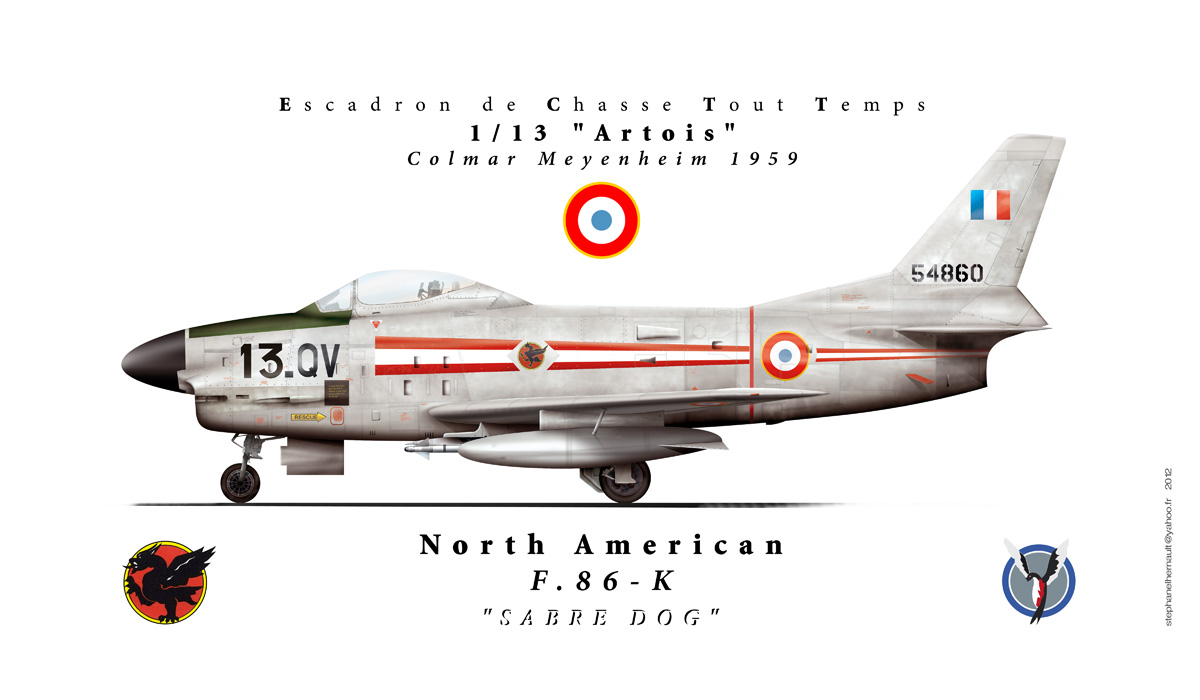
F-86K du 1/13
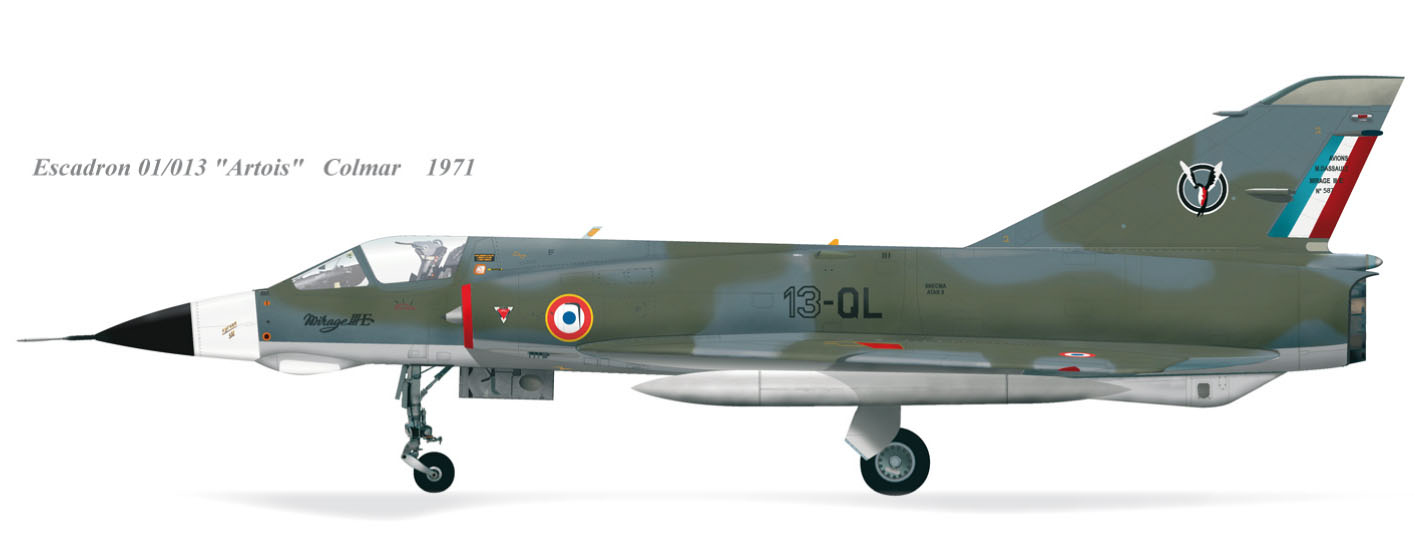
Mirage IIIE du 1/13
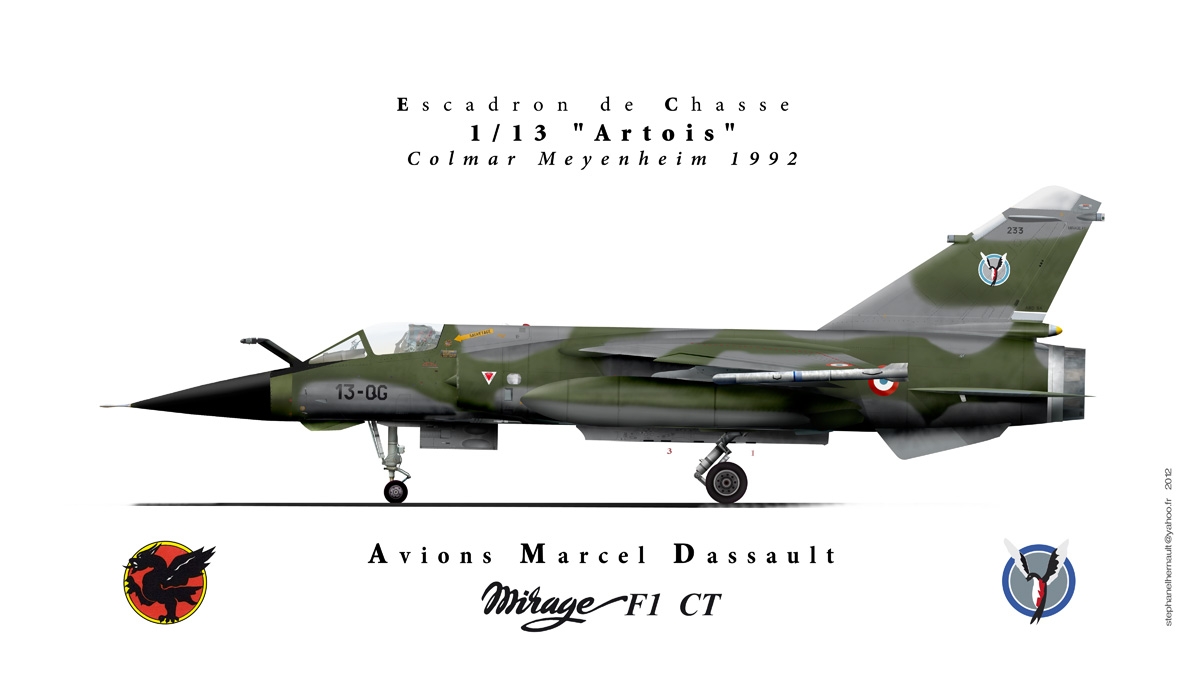
Mirage F1CT du 1/13

## Sources
- Mirage III, 5, 50 et dérivés de 1955 à 2000, D. Breffort et A. Jouineau, éd. Histoire & Collection,  (ISBN 2-913903-91-6)
- "Armée de l'Air - LA CHASSE A REACTION", Alain Crosnier et Jean-Michel Guhl, éditions Lavauzelle, 1987,  (ISBN 2-7025-0165-6) (BNF 34967051)
- 13e escadre de chasse
- http://www.scramble.nl/mil/show/showreports/colmar92.htm